# Gomadingen
Gomadingen ist ein Luftkurort im Großen Lautertal im Landkreis Reutlingen, der vor allem durch das Haupt- und Landgestüt Marbach und durch Schloss Grafeneck bekannt ist. Gomadingen ist mit 85 % seiner Gemarkung Teil des Biosphärengebiets Schwäbische Alb.

## Geographie

### Geographische Lage
Gomadingen liegt im Tal der Großen Lauter, die im Ortsteil Offenhausen entspringt. Oberhalb des Ortes befindet sich der Sternberg.

### Nachbargemeinden
Folgende Städte und Gemeinden grenzen an die Gemeinde Gomadingen, sie werden im Uhrzeigersinn beginnend im Norden genannt und gehören alle zum Landkreis Reutlingen:
St. Johann, Münsingen, Hohenstein und Engstingen.

### Gemeindegliederung
Zur Gemeinde Gomadingen gehören seit 1. Dezember 1971 die früher selbstständigen Gemeinden Dapfen und Steingebronn (In Klammern die Einwohnerzahl vom 30. September 2019). Zur Gemeinde Dapfen gehörten die Dörfer Dapfen (457 Einwohner) und Wasserstetten (66 Einwohner), der Weiler Marbach an der Lauter (42 Einwohner), Schloss und Hof Grafeneck (74 Einwohner), die Siedlung Schelmenbühl und die Häuser Ölmühle. Zur Gemeinde Gomadingen in den Grenzen vom 30. November 1971 die Dörfer Gomadingen (1219 Einwohner) und Offenhausen (125 Einwohner) und das Gehöft Gestütshof. Zur Gemeinde Steingebronn gehörte das Dorf Steingebronn (270 Einwohner).
In der Gemarkung Dapfen liegen die Wüstungen Achilinishusen, Benzingen, Bickenhofen, Hinterhofen, Pfeln und Weygstetten und in der Gemarkung Gomadingen liegen die Wüstungen Hebinolsriet, Notzenweiler, Schwarzwach und Stetten.
In Gomadingen befindet sich der Burgstall Burg Gomadingen, im Ortsteil Steingebronn der Burgstall Burg Steingebronn und bei Wasserstetten der Burgstall Burg Baldelau.

### Schutzgebiete
Gomadingen hat einen sehr kleinen Anteil am Naturschutzgebiet Eichholz im Süden der Gemarkung Dapfen. Ein großer Teil der Gemeindefläche gehört zum Landschaftsschutzgebiet Großes Lautertal. Gomadingen hat darüber hinaus Anteile am FFH-Gebiet Großes Lautertal und Landgericht.
Die Gemeinde gehört überdies, bis auf einige Flächen im Südwesten des Gemeindegebiets, zum Biosphärengebiet Schwäbische Alb. Kernzonen wurden im Süden der Gemeinde im Geigenbuch, am Jörgenbühl und am Baldenloh sowie am Alten Hau und Hinter dem Hochberg ausgewiesen.

## Geschichte

### Frühe Geschichte
Zur römischen Geschichte, siehe separaten Artikel Kastell Gomadingen.
Der Ort Gomadingen kam schon vor dem Jahre 1265 an Württemberg.
Im Ortsteil Offenhausen befand sich seit zirka 1260 ein Frauenkloster, das unter dem Namen Gnadenzell bekannt war.

### Landgestüt Marbach
Das Haupt- und Landgestüt Marbach ist das älteste staatliche Gestüt (Land Baden-Württemberg als Träger) in Deutschland. Bereits unter Herzog Christoph von Württemberg (1550–1568) lässt sich sein Ausbau nachweisen. 1817 wurde es das Landgestüt des Königreichs Württemberg.

### Schloss Grafeneck
Das um 1560 erbaute Schloss Grafeneck, das als Jagdschloss der württembergischen Herzöge diente, liegt an der Landstraße 247 im Ortsteil Grafeneck. Im 19. Jahrhundert wurde es als Forstamt benutzt und im Jahr 1928 wurde es von der evangelischen Samariterstiftung erworben, die ein Behindertenheim einrichtete. In der Zeit des Nationalsozialismus diente Schloss Grafeneck in einer kurzen Zeitspanne als Tötungsanstalt. Dort wurden bis Ende 1940 in der nationalsozialistischen Euthanasieaktion (später Aktion T4) 10.654 behinderte und kranke Menschen durch Gas ermordet (Vgl. Krankenmorde in der Zeit des Nationalsozialismus). Sie wurden vor allem aus Süddeutschland dorthin transportiert und vor Ort in einem Krematorium verbrannt. Die französische Besatzungsmacht gab das Gelände 1946/47 wieder an die Samariterstiftung zurück, die es als Lebensstätte für behinderte und psychisch erkrankte Menschen ausbaute und bis heute betreibt. Bereits in den 1950er Jahren begann die Entwicklung des Friedhofes als Gedenkort. 2005 wird schließlich das Dokumentationszentrum Gedenkstätte Grafeneck errichtet.

### Steingebronn
Steingebronn wurde in der ersten Hälfte des 12. Jh. als Stainigebrunnon erstmals urkundlich erwähnt. Auf der inzwischen abgegangenen Burg saßen die Ortsherren, die Speth (1276 miles de Stainibrunn... Späte). Die Familie verkaufte 1562 den Ort mit allen Rechten an Württemberg. Steingebronn gehörte dann zum Amt/Oberamt Urach und kam 1808 an das Oberamt Münsingen.

### Zugehörigkeit und Eingemeindungen
1812 kam das Dorf Offenhausen zur Gemeinde Gomadingen. Gomadingen gehörte wie Dapfen (frühere Schreibweise auch Tapfen) und Steingebronn zum Oberamt Münsingen. Bei der Kreisreform während der NS-Zeit in Württemberg gelangten die Gemeinden 1938 zum Landkreis Münsingen. 1945 wurde das Gebiet Teil der Französischen Besatzungszone und kam somit zum Nachkriegsland Württemberg-Hohenzollern, welches 1952 im Land Baden-Württemberg aufging. Am 1. Dezember 1971 wurden Dapfen und Steingebronn nach Gomadingen eingemeindet. Seit der Kreisreform von 1973 ist die Gemeinde Gomadingen Teil des Landkreises Reutlingen.

### Religion
Bereits 904 wurde im Königsgut eine Martinskirche in Dapfen, 1275 eine Pfarrei erwähnt. 1407 wurde der Kirchensatz Dapfen durch Speth von Ehestetten an Württemberg verkauft, das die Reformation einführte. Eine Martinskirche wurde in Gomadingen 1180 erwähnt. 1275 war der Ort Sitz einer Pfarrei und eines Dekanats. Im Gomadinger Weiler Offenhausen bestand ein Dominikanerinnenkloster St. Maria Gnadenzell. Im 15. Jahrhundert gelangte es unter württembergische Oberhoheit. 1575 wurde es aufgehoben und ein Gestüt eingerichtet. 1812 kam die Siedlung zur Gemeinde Gomadingen. Die Klosterkirche diente ab 1690 als evangelische Kirche und wurde 1812 profaniert. In Steingebronn wurde eine Pfarrkirche erstmals 1275 erwähnt. Sie war den Heiligen Philipp, Walpurg und den Heiligen Drei Königen geweiht. Der Kirchensatz befand sich bei den Speth und kam dann 1420 an die Propstei Güterstein und schließlich an Württemberg, das die Reformation einführte.
In diesem evangelisch geprägten Gebiet gibt es heute die evangelische Kirchengemeinde Gomadingen-Steingebronn und die evangelische Kirchengemeinde Dapfen im Kirchenbezirk Bad Urach-Münsingen der Evangelischen Landeskirche in Württemberg.

## Politik

### Gemeinderat

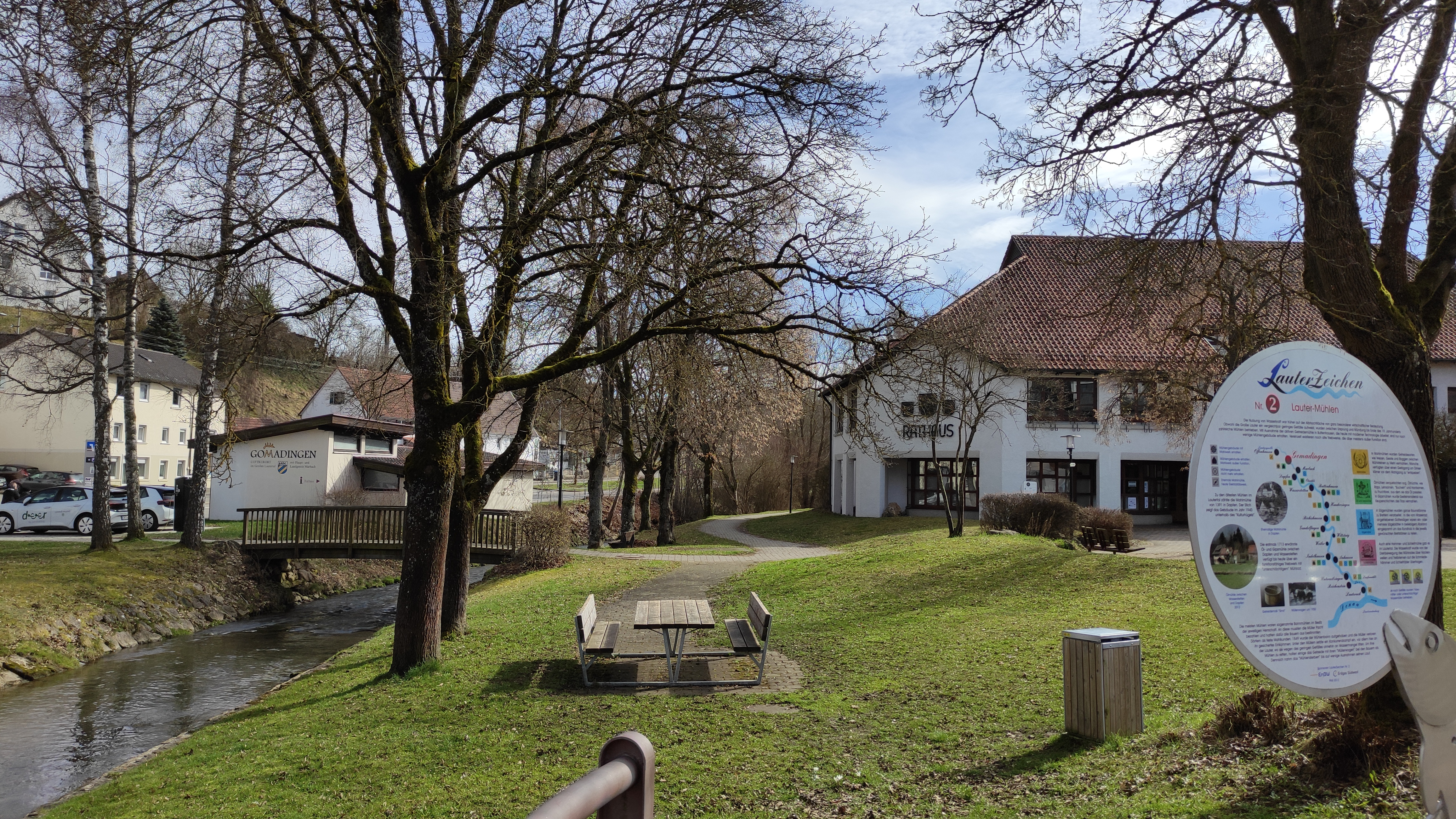
Rathaus Gomadingen

In Gomadingen wird der Gemeinderat nach dem Verfahren der unechten Teilortswahl gewählt. Dabei kann sich die Zahl der Gemeinderäte durch Überhangmandate verändern. Der Gemeinderat besteht nach der letzten Wahl aus den 14 (2019:16) gewählten ehrenamtlichen Gemeinderäten und dem Bürgermeister als Vorsitzendem. Der Bürgermeister ist im Gemeinderat stimmberechtigt. Die Kommunalwahl am 9. Juni 2024 führte zu folgendem Ergebnis. 
| Parteien und Wählergemeinschaften | Parteien und Wählergemeinschaften                       | % 2024  | Sitze 2024 | % 2019 | Sitze 2019 | Kommunalwahl 2024 %50403020100 47,40 %32,18 %17,63 %2,79 % UWVCDUOLGoGewinne und Verlusteim Vergleich zu 2019 %p 8 6 4 2 0 −2 −4 −6 −8+6,12 %p+1,98 %p−6,77 %p−1,31 %pUWVCDUOLGo |
| UWV                               | Unabhängige Wählervereinigung                           | 47,40   | 7          | 41,28  | 6          | Kommunalwahl 2024 %50403020100 47,40 %32,18 %17,63 %2,79 % UWVCDUOLGoGewinne und Verlusteim Vergleich zu 2019 %p 8 6 4 2 0 −2 −4 −6 −8+6,12 %p+1,98 %p−6,77 %p−1,31 %pUWVCDUOLGo |
| CDU                               | Christlich Demokratische Union Deutschlands/Bürgerliste | 32,18   | 5          | 30,2   | 5          | Kommunalwahl 2024 %50403020100 47,40 %32,18 %17,63 %2,79 % UWVCDUOLGoGewinne und Verlusteim Vergleich zu 2019 %p 8 6 4 2 0 −2 −4 −6 −8+6,12 %p+1,98 %p−6,77 %p−1,31 %pUWVCDUOLGo |
| OL                                | Offene Liste                                            | 17,63   | 2          | 24,4   | 4          | Kommunalwahl 2024 %50403020100 47,40 %32,18 %17,63 %2,79 % UWVCDUOLGoGewinne und Verlusteim Vergleich zu 2019 %p 8 6 4 2 0 −2 −4 −6 −8+6,12 %p+1,98 %p−6,77 %p−1,31 %pUWVCDUOLGo |
| Go                                | GomadingerInnen                                         | 2,79    | 0          | 4,1    | 1          | Kommunalwahl 2024 %50403020100 47,40 %32,18 %17,63 %2,79 % UWVCDUOLGoGewinne und Verlusteim Vergleich zu 2019 %p 8 6 4 2 0 −2 −4 −6 −8+6,12 %p+1,98 %p−6,77 %p−1,31 %pUWVCDUOLGo |
| gesamt                            | gesamt                                                  | 100,0   | 14         | 100,0  | 16         | Kommunalwahl 2024 %50403020100 47,40 %32,18 %17,63 %2,79 % UWVCDUOLGoGewinne und Verlusteim Vergleich zu 2019 %p 8 6 4 2 0 −2 −4 −6 −8+6,12 %p+1,98 %p−6,77 %p−1,31 %pUWVCDUOLGo |
| Wahlbeteiligung                   | Wahlbeteiligung                                         | 70,08 % | 70,08 %    | 70,8 % | 70,8 %     | Kommunalwahl 2024 %50403020100 47,40 %32,18 %17,63 %2,79 % UWVCDUOLGoGewinne und Verlusteim Vergleich zu 2019 %p 8 6 4 2 0 −2 −4 −6 −8+6,12 %p+1,98 %p−6,77 %p−1,31 %pUWVCDUOLGo |

### Bürgermeister
Im April 1994 wurde Klemens Betz zum neuen Bürgermeister gewählt. Er wurde bei den Wahlen 2002, 2010 und 2018 in seinem Amt bestätigt. Die derzeitige Amtszeit endet am 30. Juni 2026.

### Wappen
| Wappen der Gemeinde Gomadingen | Blasonierung: „Unter silbernem (weißem) Schildhaupt, darin eine schwarze Hirschstange, in Blau zwei goldene (gelbe) Schräglinksbalken.“ |
| Wappen der Gemeinde Gomadingen | Wappenbegründung: Der blaue Schild mit zwei goldenen Schräglinksbalken soll an das Ortsadelsgeschlecht von Gomadingen erinnern, das dieses Wappen zuvor geführt hatte. Die württembergische Hirschstange, die wie im Münsinger Stadtwappen auf silbernem Grund erscheint, bezieht sich auf die frühere Zugehörigkeit aller Gemeindeteile zu Alt-Württemberg und zum Amts-, Oberamts- und Kreisverband Münsingen. Das Wappen wurde der Gemeinde mit Beschluss des Innenministeriums Württemberg-Hohenzollern vom 27. Februar 1948 verliehen. |

Wappen der ehemals selbständigen Gemeinden

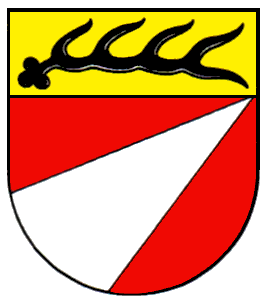
Dapfen
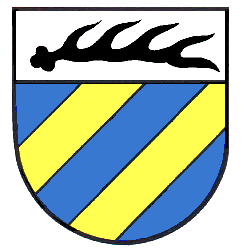
Gomadingen
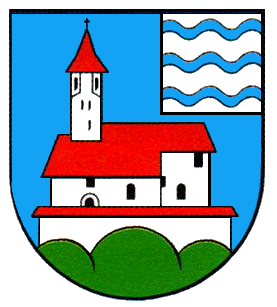
Steingebronn

### Gemeindepartnerschaft
Gomadingen unterhält seit dem 14. Mai 1999 eine Partnerschaft mit dem französischen Buis-les-Baronnies.

## Kultur und Sehenswürdigkeiten

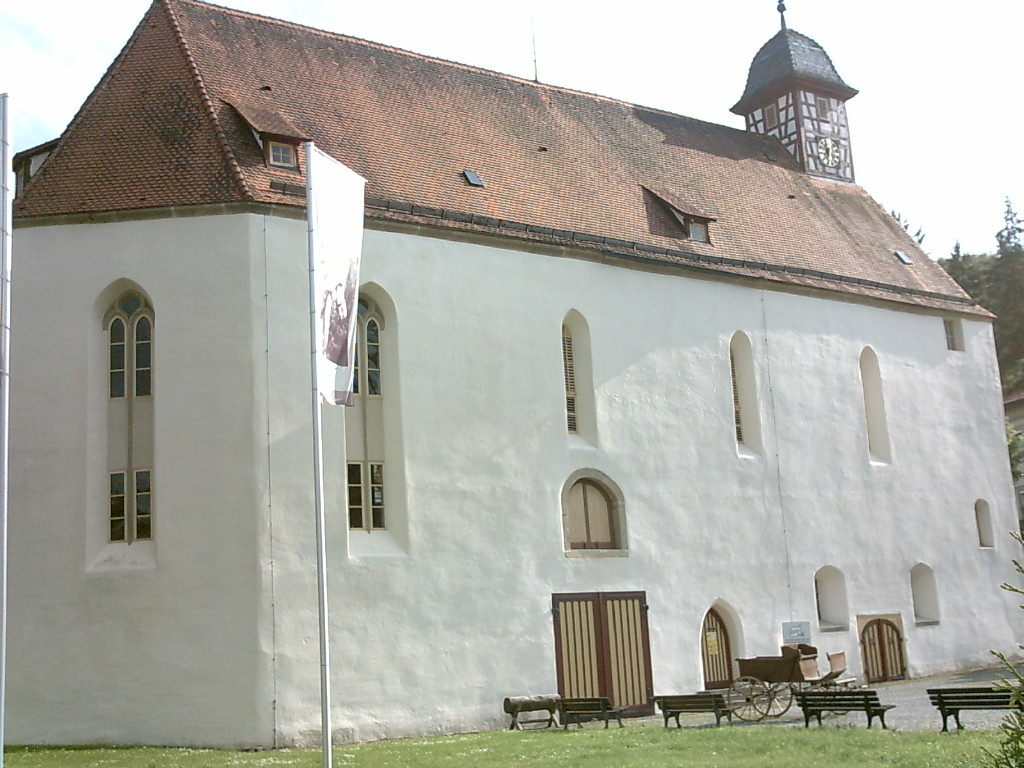
Klosterkirche in Offenhausen, heute Gestütsmuseum

### Museen
- Gestütsmuseum Offenhausen
- Felix Hollenberg-Galerie, im Rathaus Gomadingen
- Planetenweg, etwa 10 km

### Musik
- Musikverein Dapfen e. V.
- Posaunen Chor Gomadingen
- Sängerbund Gomadingen
- Kirchenchor Dapfen

### Jugend
- Wäschkuche Dapfa e. V.
- Jugendclub Meeting Gomadingen e. V.

### Bauwerke und Sehenswürdigkeiten

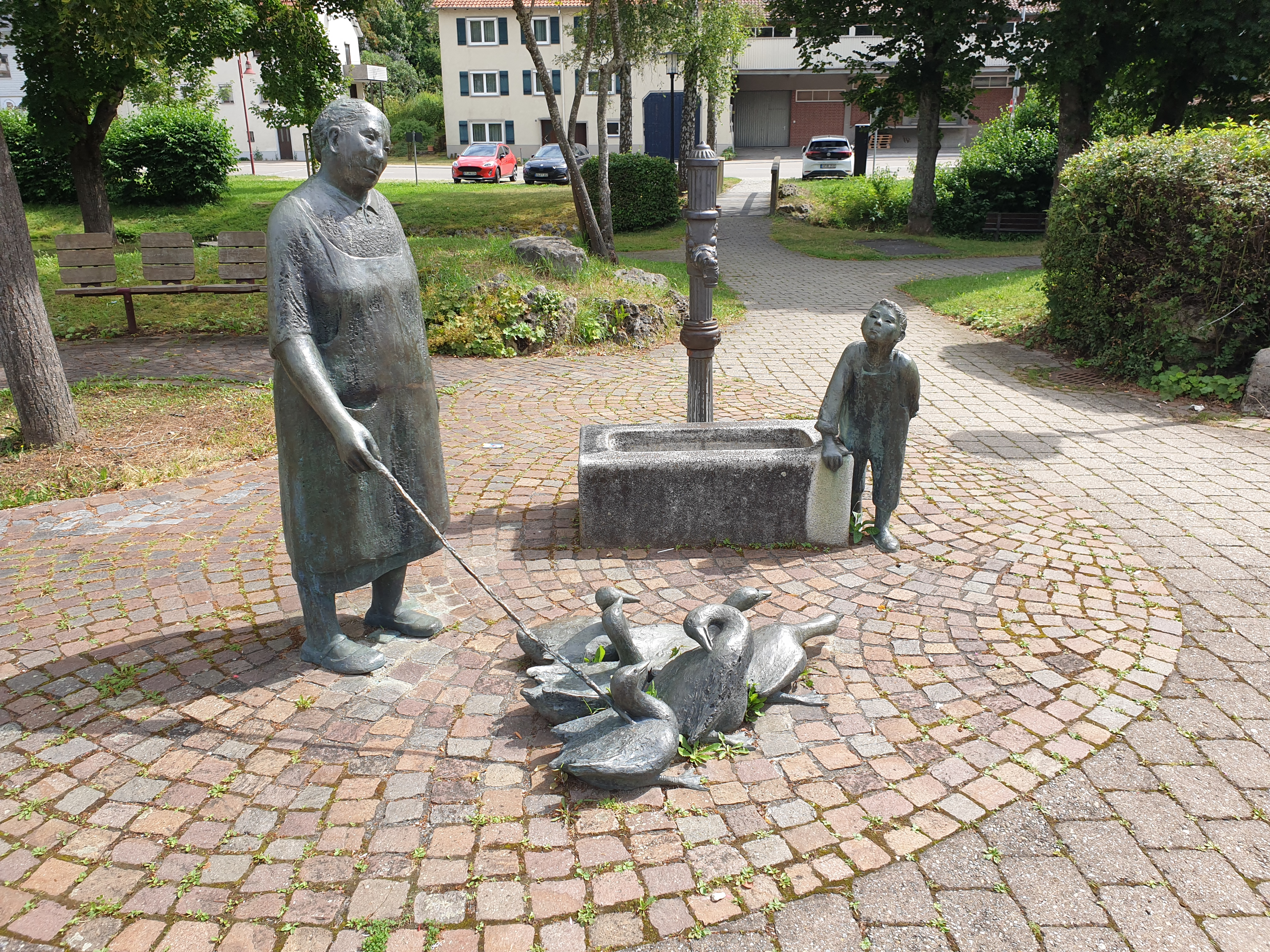
Rathausbrunnen (2024)

- Die evangelische Martinskirche Dapfen hatte Vorläuferbauten, die bis zur Ersterwähnung im Jahre 904 zurückgingen. Älteste Teile sind heute der Turm von 1515 und der Chor von 1727. Im Jahr 1857 wurde das Kirchenschiff neu errichtet, seine neugotische Ausstattung jedoch dem Zeitgeschmack entsprechend 1959 entfernt. Nach einem Brand war 1996 eine Innenrenovierung nötig. Wertvolle Ausstattungsstücke sind ein hochbarockes Kruzifix mit Korpus und echter Dornenkrone von 1724  und im „Glockenstüble“ eine frühgotische Lindenholz-Figur, die den heiligen Martin darstellt. Das Pferd hat kein Zaumzeug, weil Gott selber es lenkt. Die Renovierung und Neugestaltung der Kirche in den 1960er Jahren geschah unter der künstlerischen Gesamtkonzeption von Gisela Dreher-Richels, die auch drei Chorfenster gestaltete. Von Renate Reile-Modschidler wurde 1995/96 nach einem Entwurf von Andreas Felger ein Wandteppich (Engel der Verkündigung) gewebt. Die Kirche ist weithin bekannt für den Ostereiermarkt und Kunstausstellungen.[12]
- Die evangelische Martinskirche Gomadingen wurde um 1180 erstmals erwähnt. Ihr Patronsname weist auf eine fränkische Gründung hin. Das ursprüngliche Gebäude wurde im 18. Jahrhundert abgebrochen und 1760 die heute bestehende Kirche erbaut. Sie ist von einem Friedhof umgeben und mit einer Mauer eingefriedet. Die Bauform der Martinskirche als Querkirche hatte sich vor allem in Württemberg bereits 200 Jahre zuvor herausgebildet: ein gegenüber der Raum-Längsachse quer auf die Kanzel an der Südwand ausgerichtete Konzeption mit dreiseitig bis in den nicht eingezogenen 3/8-Chorschluss umlaufender Empore. Auch das Gestühl im Parterre dürfte bis ins 20. Jahrhundert dementsprechend angeordnet gewesen sein. Der Altar und der Taufstein haben dort in der östlichen Mitte ihren frei zugänglichen Platz. Die Emporenbrüstung trägt einen bauzeitlichen Bilderzyklus (vier Propheten, vier Evangelisten, die Apostel sowie Bilder aus dem Leben Jesu) von Johann August Romay, die Südwand ein großes protestantisches Andachtsbild. Die Stuckdecke mit sehr sparsam verwendeten floralen Arabesken wurde geschaffen von einem Mitglied der überregional bedeutenden Degginger Stuckateurfamilie Schweizer. Durch die Klarverglasung der Fenster wirkt der Barockraum hell und freundlich.
- Die Klosterkirche Offenhausen, gotisch, aus dem 13. Jahrhundert. Das Dominikanerinnenkloster Offenhausen wurde nach der Reformation aufgelöst. Abgesehen von Mauerresten befindet sich der einzig sonst bekannte Überrest, eine mittelalterliche Scheibe der Farbverglasung mit der Darstellung des thronenden Christus, seit dem 19. Jahrhundert in der Uracher Stiftskirche St. Amandus. Die ab 1690 evangelisch genutzte Klosterkirche wurde 1812 profaniert. Sie beherbergt heute das Museum des Gestüts Marbach.
- Die evangelische Kirche Steingebronn mit eingezogenem rechteckigen Chor und der tonnengewölbten Sakristei wurde im 17. Jahrhundert errichtet.

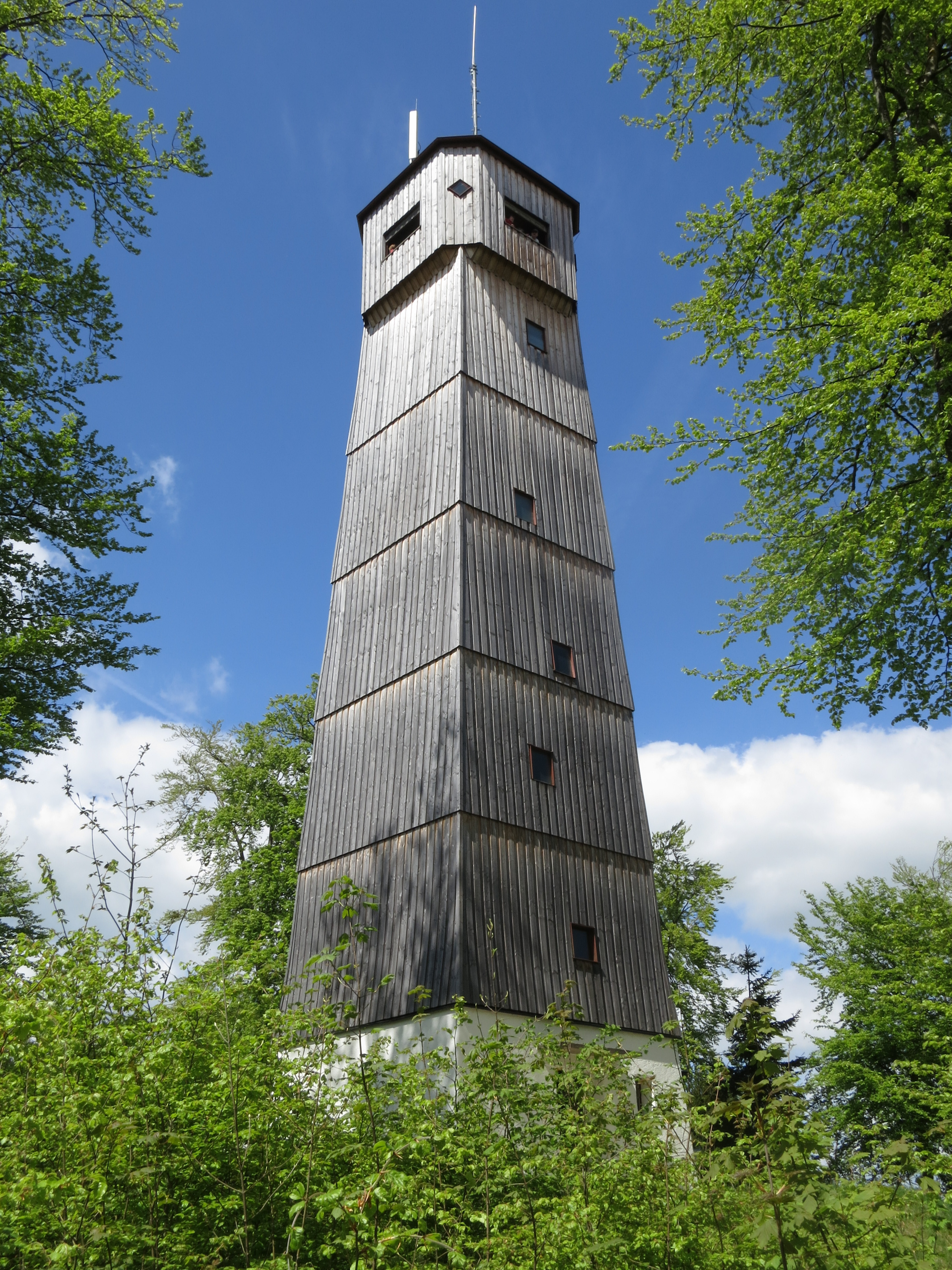
Sternbergturm auf dem Sternberg

- Sternbergturm, 844 m ü. NN
- Ruine Blankenstein
- Schloss Grafeneck
- Haupt- und Landgestüt Marbach

### Sport
- Sportverein Gomadingen 1924 e. V.
- Sportverein Dapfen e. V.
- TV Gomadingen
- FC Gomadingen-Dapfen

### Regelmäßige Veranstaltungen
Höhepunkt der Veranstaltungen in der Gemeinde Gomadingen sind die regelmäßig am letzten Wochenende im September und am ersten Wochenende im Oktober stattfindenden Hengstparaden in der 10.000 Zuschauer fassenden Arena im Haupt- und Landgestüt Marbach. Daneben ist das Anfang Mai stattfindende internationale Vielseitigkeitsturnier in Marbach ein weiteres pferdesportliches Highlight.
Jedes Jahr, am dritten Wochenende im September, findet das traditionelle Schlachtfest in Dapfen statt.
Traditionell findet jedes Jahr im Juli das Festival on Eiche auf dem alten Sportplatz Eichach in Gomadingen statt.

### Kulinarische Spezialitäten
- Original Dapfener Schlachtplatte mit frischen Holzofenbrot

## Wirtschaft und Infrastruktur

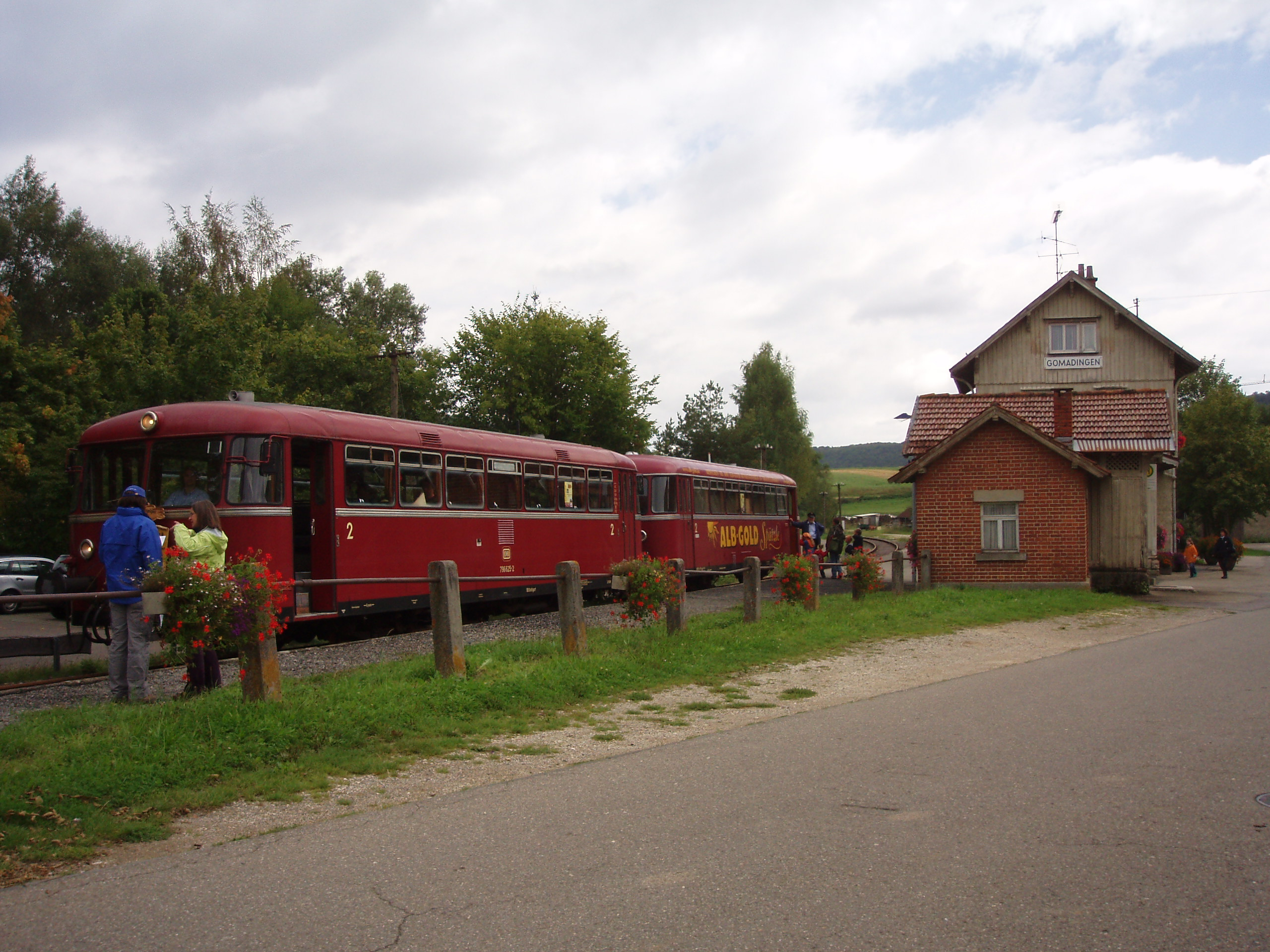
Roter Brummer im Bahnhof Gomadingen

### Verkehr

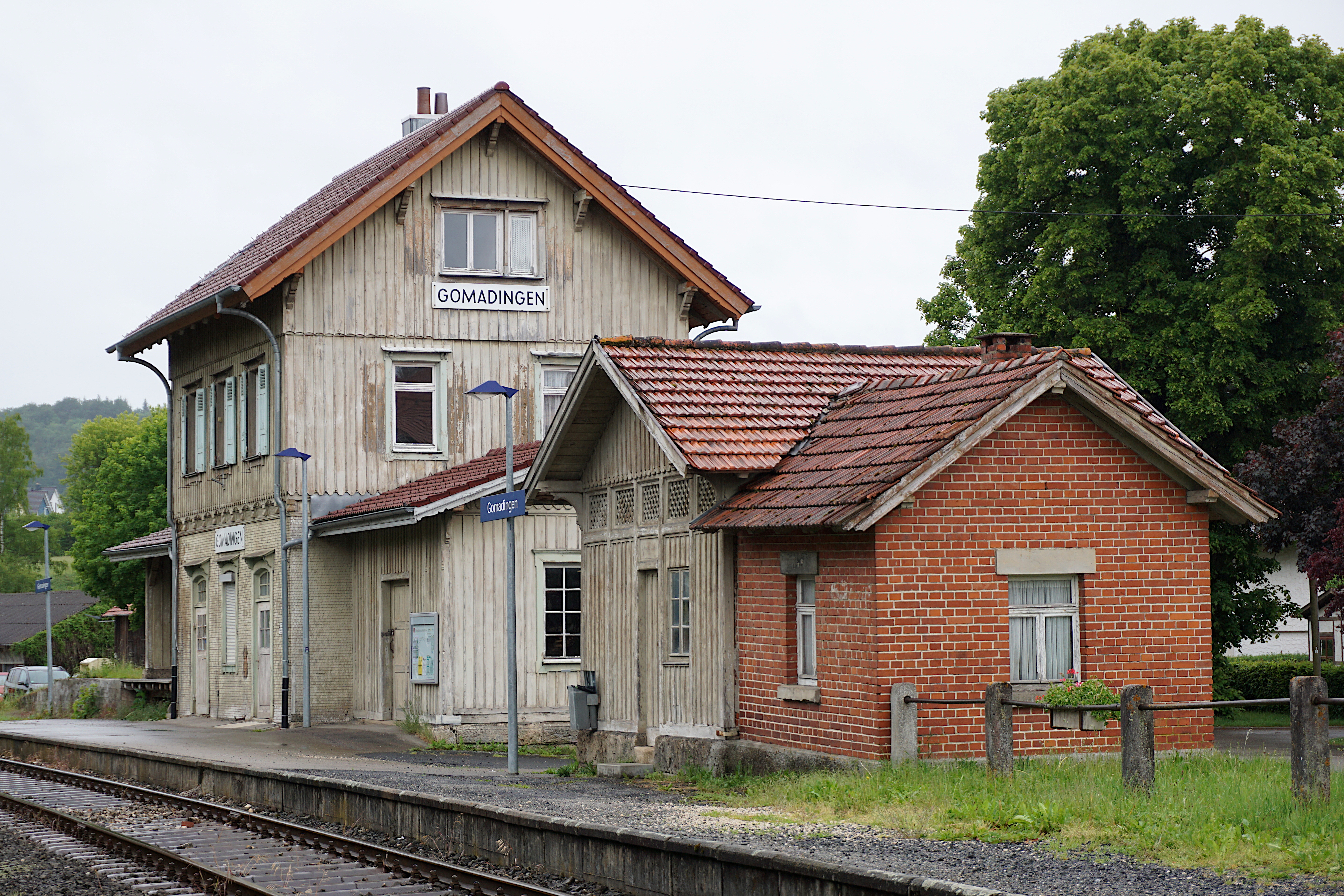
Bahnhof Gomadingen

Die Landesstraße 230 führt von der B 27 bei Gomaringen kommend durch das Gemeindegebiet bis zur A 8 bei Merklingen.
Der Öffentliche Nahverkehr wird durch den Verkehrsverbund Neckar-Alb-Donau (NALDO) gewährleistet. Die Gemeinde befindet sich in der Wabe 224. 1893 erhielten Gomadingen und Marbach an der Lauter über die Strecke Reutlingen–Münsingen (1901 bis nach Schelklingen verlängert) Anschluss an das Eisenbahnnetz. In Gomadingen entstand dafür ein Einheitsbahnhof vom Typ IIa, in Marbach ein solcher vom Typ IIIa. Montags bis freitags halten heute Regionalzüge, die vor allem Schüler von und nach Münsingen befördern. Samstags und sonntags wird er von Regionalbahnen und Sonderzügen angefahren, um vor allem Wanderer und Ausflügler an ihr Ziel zu bringen.
Über eine Alltagsradroute aus dem Radnetz Baden-Württemberg ist Gomadingen über Engstingen mit Reutlingen und in der anderen Richtung mit Münsingen verbunden. Der Schwäbische-Alb-Radweg führt als Fernradweg durch Gomadingen; er führt vom Bodensee nach Donauwörth.

## Persönlichkeiten

### Ehrenbürger
- 1994: Rolf Blank (1934–2018), Bürgermeister 1960–1994[15]

### Söhne und Töchter der Gemeinde
- Hans Kiener (1896–1965), Sportfunktionär, von 1932 bis 1944 Präsident des VfB Stuttgart
- Ruth Strasser (* 1952), Ärztin, von 1999 bis 2017 Professorin an der Medizinischen Fakultät der TU Dresden
- Christian Homburg (* 1962), Inhaber des Lehrstuhls für Allgemeine Betriebswirtschaftslehre und Marketing an der Universität Mannheim und Direktor des Instituts für Marktorientierte Unternehmensführung (IMU) der Universität Mannheim
- Gerhard Uebele (* 1962), Violinist und Musikjournalist
- Tilmann Marstaller (* 1968), Bauforscher und Archäologe
- Jan Hoffmann (* 1979), Fußballspieler und -trainer
- Jale Tosun (* 1980), Politikwissenschaftlerin und Hochschullehrerin

### Persönlichkeiten, die im Ort gewirkt haben
- Felix Hollenberg (* 15. Dezember 1868 in Sterkrade, † 28. April 1945 in Gomadingen), Maler
- Wolfgang Stock (Bildhauer) (* 8. Januar 1913 in Jena; † 10. März 1997 in Münsingen), Arzt und Bildhauer (in Offenhausen)
- Günter Bader (* 11. Februar 1943 in Reutlingen), systematischer Theologe, von 1977 bis 1995 evangelischer Pfarrer in Gomadingen